# Atuna
Atuna is een geslacht uit de familie Chrysobalanaceae. De soorten komen voor in Zuid-India en van Thailand tot in de het westelijke deel van het Pacifisch gebied.

## Soorten
- Atuna cordata Cockburn ex Prance
- Atuna elliptica (Kosterm.) Kosterm.
- Atuna excelsa (Jack) Kosterm.
- Atuna indica (Bedd.) Kosterm.
- Atuna latifrons (Kosterm.) Prance & F.White
- Atuna nannodes (Kosterm.) Kosterm.
- Atuna penangiana (Kosterm. & Prance) Kosterm.
- Atuna travancorica (Bedd.) Kosterm.